# Ноземан, Якоб
Якоб Ноземан (нидерл. Jacobus Nozeman, также известен как нидерл. Giacomo Nozeman, 30 августа 1693 — 6 октября 1745) — нидерландский скрипач, органист и композитор.

## Биография
Родился в Гамбурге 30 августа 1693 года в семье голландского музыканта Иоганна Ноземана и Анны Рейндорп. Рос в Гааге и Лейдене, около 1710 года переехал в Амстердам. В 1717 женился на Геертруде Марии Костреус. В семье родились двое сыновей. Известность получил Корнелиус Ноземан (1721—1785), пастор, естествоиспытатель и орнитолог. Младший сын Ян Виллем (1733—1768) также стал пастором.
Неизвестно, как Ноземан получил музыкальное образование. В 1714—1716 годах он играл на скрипке в оркестре Городского театра вместе с Хендриком Андерсом и Виллемом де Фесхом. C 1719 и до своей смерти был органистом ремонстрантской церкви в Амстердаме.
Произведения Ноземана принадлежат к переходному периоду от барокко к рококо. Наследие музыканта включает сонаты для скрипки, виолончели и песни. Ноземанн имел сношения с португальскими синагогами, для которых он даже написал Проукадиш.
Произведения Ноземана публиковались амстердамскими музыкальными издателями Мишелем-Шарлем лё Сеном (фр. Michel-Charles le Cène) и Герхардом Фредериком Витфогелем (нем. Gerhard Fredrik Witvogel) (1696—1746). Не все произведения сохранились: утеряны Ор. 4 и 5.

## Произведения
- 1720 Смешанные песни (нидерл. Mengelzangen, 20 песен на тексты Хермана ван де Бурга (нидерл. Hermanus van den Burg)
- 1725 Шесть сонат в миноре для скрипки и basso continuo, op. 1
  1. до минор
  2. ре минор
  3. ми минор
  4. фа минор
  5. соль минор
  6. ля минор
- 1736 Шесть сонат в мажоре для скрипки и basso continuo, op. 2
  1. ми мажор
  2. фа мажор
  3. ля мажор
  4. ре мажор
  5. соль мажор
  6. си-бемоль мажор
- 1739 Песни, op. 3 (13 песен на тексты Петра Маркмана (нидерл. Petrus Merkman))
- 1742 Прекрасная немка (итал. La bella tedesca, 24 пасторали и мюзетта в крестьянском стиле для клавесина), op. 4 — утеряны
- 1745 Шесть сонат для виолончели и basso continuo, op. 5 — утеряны
- Год неизвестен:
  - Allemande, для скрипки соло
  - Prelude, для блокфлейты соло
  - Hatzi Qadish (Полукадиш) для голоса без аккомпанемента[2]
  - Jaarzangen